# Jon Aberasturi
Jon Aberasturi Izaga (Vitoria, 28 de marzo de 1989) es un ciclista profesional español que corre en el equipo Euskaltel-Euskadi.
Fue uno de los mejores corredores junior de su país, de hecho fue segundo en el Campeonato de España en Ruta junior en 2006, solo superado por Juan José Lobato. En 2010 debutó como profesional en el equipo Orbea aunque no llegó a destacar hasta el año siguiente, sobre todo en carreras portuguesas. En ellas logró una etapa en el Gran Premio Crédito Agrícola de la Costa Azul además de acabar en tercera posición en dicha prueba, que, entre otros resultados destacados en carreras menores, le sirvieron para que fuese seleccionado para el Campeonato Mundial de Ciclismo en Ruta de 2011 sub-23 donde acabó 13º. Fichó por el Euskaltel Euskadi de cara a la temporada 2013, precisamente coincidiendo con Juan José Lobato también fichado por el conjunto vasco en dicho año.

## Palmarés
2011
- 1 etapa del Gran Premio Crédito Agrícola de la Costa Azul

2016
- 1 etapa del Tour de Corea
- 1 etapa del Tour de Hokkaido

2017
- 1 etapa del Tour de Tailandia
- 1 etapa del Tour de Japón
- 2 etapas del Tour de Corea
- 2 etapas de la Vuelta al Lago Qinghai
- 1 etapa del Tour del Lago Taihu
- 1 etapa del Tour de Hainan

2018
- 1 etapa de la Vuelta a Aragón

2019
- 1 etapa de la Boucles de la Mayenne
- Circuito de Guecho
- 1 etapa de la Vuelta a Burgos

2020
- 1 etapa del Tour de Hungría

2021
- 1 etapa del Tour de Eslovenia

## Resultados en Grandes Vueltas
| Carrera | Carrera         | 2010 | 2011 | 2012 | 2013 | 2014 | 2015 | 2016 | 2017 | 2018  | 2019  | 2020  | 2021  | 2022 | 2023 | 2024 |
| ------- | --------------- | ---- | ---- | ---- | ---- | ---- | ---- | ---- | ---- | ----- | ----- | ----- | ----- | ---- | ---- | ---- |
|         | Giro de Italia  | —    | —    | —    | —    | —    | —    | —    | —    | —     | —     | —     | —     | —    | —    | —    |
|         | Tour de Francia | —    | —    | —    | —    | —    | —    | —    | —    | —     | —     | —     | —     | —    | —    | —    |
|         | Vuelta a España | —    | —    | —    | —    | —    | —    | —    | —    | 146.º | 140.º | 117.º | 132.º | —    | —    | Ab.  |

—: no participa

Ab.: abandono

## Equipos
- Orbea (2010-2012)
  - Orbea (2010)
  - Orbea Continental (2011-2012)
- Euskaltel Euskadi (2013)
- Euskadi (2014)
- Team Ukyo (2016-2017)
- Euskadi Basque Country-Murias (2018)
- Caja Rural-Seguros RGA (2019-2021)
- Trek (2022-2023)
  - Trek-Segafredo (2022-2023)
  - Lidl-Trek (2023)
- Euskaltel-Euskadi (2024-)